# Samo Tomášik
Samo Tomášik, właśc. Samuel Tomášik, ps. Kozodolský, Tomášek (ur. 8 lutego 1813 w Jelšavskej Teplicy, obecnie Gemerské Teplice, zm. 10 września 1887 w Chyžném) – słowacki poeta romantyczny i prozaik oraz pastor luterański.

## Życiorys
Swoją edukację rozpoczął w Jelšavie oraz Gemerze. Później studiował w Rożniawie oraz Kieżmarku, Krakowie i Wieliczce. Po zakończeniu studiów dwa lata był nauczycielem w Bánréve, ale powrócił do domu, gdy nagle zachorował jego ojciec. Po śmierci ojca został pastorem luterańskim w Chyžném. W latach 1856–1860 był nauczycielem w pierwszej słowackiej szkole wyższej w Revúcy.

## Hej Słowianie
Samo Tomášik najbardziej znany jest obecnie z wiersza Hej Słowacy (Hej, Slováci) z 1834 roku, który stał się hymnem wszechsłowiańskim. Do jego napisania zainspirował go Mazurek Dąbrowskiego – polski hymn narodowy. W pierwszych wydaniach druków pieśni Tomášika, w których nie było zapisu nutowego, przy tekście umieszczano uwagę: Spiva se jako „Jeste Polska”. Słowacka pieśń wzorowana na Mazurku Dąbrowskiego napisana przez Tomášika została wkrótce przetłumaczona na język czeski oraz język rosyjski. Pieśń wkrótce stała się hymnem panslawistów głoszących jedność wszystkich Słowian.
W 1848 roku na Zjeździe Wszechsłowiańskim w Pradze, została przyjęta jako oficjalny hymn wszechsłowiański. Później w latach 1939–1945 stał się także hymnem państwowym Słowacji, a po 1945 roku został przyjęty przez Jugosławię jako hymn państwowy. Po rozpadzie Jugosławii w 1992 przyjęto pieśń jako hymn FRJ, następnie w latach 2003–2006 stała się ona hymnem Serbii i Czarnogóry.

## Dzieła
Oprócz tekstu do pieśni Hej Słowianie Samo Tomášik napisał również wiele innych utworów, m.in.
- Básně a písně – zbiór opowiadań (1888)
- Hej, Slováci (oryginalnie Hej Slovane) – Hymn wszechsłowiański (1834)
- Hladomra – legenda (1846)
- Bašovci na Muránskom zámku – powieść (1864)
- Sečovci, veľmoži gemerskí – powieść (1865)
- Vešelínovo dobytie Muráňa – powieść (1867)
- Odboj Vešelínov – powieść (1870)
- Malkotenti – powieść (1873)
- Kuruci – powieść (1876)
- Pamäti gemersko-malohontské (1872)
- Denkwürdigkeiten des Muranyer Schlosses, mit Bezug auf die Vaterländische Geschichte (1883)
- Barón Trenck
- Svadba pod Kohoutem – dramat (w rękopisie)
- Kolo Tatier čierňava – pieśń rewolucyjna
- Hej, pod Kriváňom (oryginalnie Hej, pod Muráňom) – pieśń
- Ja som bača veľmi starý